# Anthology (The Clean)
Anthology è una compilation del gruppo musicale The Clean pubblicata nel 2002 in Nuova Zelanda da Flying Nun Records in formato CD. Venne pubblicato negli USA dalla Merge Records nel 2003 che, nel 2014, la pubblicò anche in formato LP quadruplo. Il primo CD contiene tutti i brani pubblicati come singoli ed EP mentre il secondo i due brani di un singolo del 1994 e una selezione di brani dei primi tre album LP pubblicati dal 1990 al 1996.

## Track list
CD 1
1. Tally Ho! – 2:42
2. Platypus – 3:17
3. Billy Two – 2:23
4. Thumbs Off – 2:59
5. Anything Could Happen – 2:39
6. Sad Eyed Lady – 3:03
7. Point That Thing Somewhere Else – 5:28
8. Fish – 2:24
9. Flowers – 3:26
10. Side On – 2:03
11. Slug Song – 3:20
12. Beatnik – 1:57
13. End of My Dream – 4:09
14. On Again/Off Again – 1:47
15. At the Bottom – 3:51
16. Getting Older – 4:18
17. Scrap Music – 1:31
18. Whatever I Do Is Right – 2:32
19. Two Fat Sisters (live) – 2:55
20. Odditty – 2:34
21. Quickstep (live) – 5:53
22. At the Bottom (live) – 3:26

CD 2
1. Draw(in)g to a (W)hole – 2:04
2. I Wait Around – 2:41
3. The Blue – 1:47
4. Some One – 1:53
5. Big Soft Punch – 2:33
6. Diamond Shine – 3:14
7. Big Cat – 1:42
8. Outside the Cage – 5:07
9. Safe in the Rain – 2:56
10. Secret Place – 3:33
11. Do Your Thing – 4:14
12. Linger Longer – 2:27
13. Too Much Violence – 3:50
14. Trapped in Amber – 3:16
15. Psychedelic Ranger – 2:50
16. Late Last Night – 2:49
17. Ludwig – 2:11
18. Wipe Me, I'm Lucky – 3:11
19. Franz Kafka at the Zoo – 1:58
20. Clutch – 2:16
21. Balkans – 1:20
22. Indigo Blue – 2:33
23. Chumpy – 3:46
24. Twist Top – 2:04